# Берковска планина
Берковска планина е планина в Северозападна България, Западна Стара планина, област Монтана и Софийска област. Югозападната част на планината е на територията на Република Сърбия.

## Географско положение, граници, големина
Берковската планина се издига в западната част на Стара планина и е разположена в България и Сърбия, като по част от билото ѝ от югоизток на северозапад преминава държавната граница между двете държави, между пограничните пирамиди от № 304 (връх Сребърна 1931 м) до № 315 (седловината Суровичница). На северозапад чрез седловината Суровичница (1356 м) се свързва с Чипровска планина, а на югоизток Петроханският проход (1410 м) и долината на река Гинска (лява съставяща на река Нишава) я отделят съответно от планините Козница и Понор, които са части от Западна Стара планина. На североизток чрез дълги и полегати склонове се спуска към Берковската котловина и долината на река Огоста. На югозапад чрез седловина висока 1129 м, източно от себо Губеш и на запад чрез пролома на река Зли дол (дясна съставяща на река Нишава) се свързва с рида Вучибаба, а на югозапад, на територията на Сърбия, долината на река Височица (Комщица, Темска река, десен приток на Нишава) я отделя от планината Видлич, която също е част от Западна Стара планина.
Дължината ѝ от северозапад на югоизток е около 40 км, а ширината – 20 км. Най-високата точка е връх Ком (2015,8 м), разположен на 8 км по права линия югозападно от град Берковица.

### Върхове
| Име           | Кота (m) |
| ------------- | -------- |
| Голям Ком     | 2015,8   |
| Среден Ком    | 1958,9   |
| Сребърна      | 1931,3   |
| Кота          | 1814,3   |
| Кота          | 1758,7   |
| Кота          | 1738,9   |
| Кота          | 1712,7   |
| Кота          | 1687,6   |
| Кота          | 1666,1   |
| Зелена глава  | 1653,4   |
| Лисински връх | 1630,8   |
| Малък Ком     | 1617,8   |
| Кота          | 1598,5   |
| Кота          | 1499,7   |
| Кота          | 1469,2   |
| Кота          | 1389.4   |
| Кота          | 1372.6   |
| Калето        | 1315,4   |
| Кота          | 1222,8   |
| Кота          | 1209,5   |
| Клюндера      | 1202,3   |
| Здравченица   | 1176,3   |
| Кота          | 1076,8   |
| Студен камък  | 1026,6   |

## Геоложки строеж
Планината е образувана върху южното бедро на Берковската антиклинала. Изградена е от палеозойски кристалинни скали – гранити, триаски, юрски и кредни варовици, пясъчници и конгломерати. На тази база в североизточната ѝ част има залежи на мрамори с промишлено значение и находища на злато.

## Климат и води
Климатът е умерено-континентален със сравнително студена зима и прохладно лято. От планината на северозапад водят началото си десните притоци на река Огоста – Дългоделска Огоста, Златица и др., а на юг – реките Нишава и десният ѝ приток Височица (Комщица, Темска река), заедно със своите десни притоци. Част от водите на реките в югоизточната част на планината чрез канали се отправят към каскадата

## Почви
Почвите са лесивирани, кафяви планинско-горски и планинско-ливадни.

## Фауна
В планината се срещат сърни, диви свине, вълци, лисици, диви котки.

## Флора
Северният стръмен склон е горист, като преобладава букът, а в подножието има кестенови гори. На север от връх Ком има иглолистни гори. Южният склон е обезлесен, с обширни пасища, засегнат от ерозия. Най-високите билни части на планината са заети от високопланински храстови и тревни формации. „Петрохан“.

## Защитени територии
- Горната кория – резерват
- Хайдушки водопади – природна забележителност
- Уручник – защитена местност
- Малкият мостък

## Населени места
По северните склонове на планината са разположени град Берковица и още около 10 – 15 села, по южното селата Губеш, Комщица и Бърля в България, Сенокос, Росомац, Йеловица и Света Богородица в Сърбия.

## Туризъм
Изходни пунктове за Берковската планина са градовете Берковица и Годеч и селата Бързия и Гинци, както и Петроханския проход.
- Връх Ком е сред Стоте национални туристически обекта на Българския туристически съюз.
- От връх Ком е началото на маршрута „Ком – Емине“ – българската отсечка на европейския туристически маршрут Е-3.

### Хижи
В Берковската планина се намират следните хижи:
| Име           | Надморска Височина (m) | Действаща | Места | Ток | Вода |
| ------------- | ---------------------- | --------- | ----- | --- | ---- |
| „Ком Нова“    | 1506                   | Да        | 120   | Да  | Да   |
| „Ком Стара“   | 1620                   | Да        | 28    | Да  | Да   |
| „Здравченица“ |                        | Не        | 54    | Не  | Не   |
| „Малина“      | 1550                   | Не        | 35    | Не  | Не   |

## Топографска карта
- Лист от карта K-34-34. Мащаб: 1 : 100 000.
- Лист от карта K-34-35. Мащаб: 1 : 100 000.